# Guaíra (São Paulo)
Guaíra é um município brasileiro do estado de São Paulo. Sua população estimada em 2024 pelo IBGE era de 40.424 habitantes. O município é formado somente pelo distrito sede, que inclui o povoado de São José do Albertópolis.

## Topônimo
"Guaíra" é um topônimo que pode ser traduzido como "Águas correntes".

## História
Na região Nordeste de São Paulo, entre os rios Grande, Pardo e Sapucaí, no que era chamado de Nuporanga, Antônio Marques Garcia fundou uma cidade na "Corredeira," pelo caminho que vai até Santana dos Olhos D'Água (conhecida hoje como Ipuã).
Um pedaço de terra que foi adquirido em 12 de Novembro de 1901 por "Seiscentos Mil réis" foi expandido com terras doadas por Joaquim Garcia Franco e Maria Sabino Alves Franco, resultando em uma área de tamanho significante focada em torno de um pequeno povoado chamado "Corredeira de São Sebastião" em homenagem ao Santo padroeiro, que foi então renomeada para "Corredeira do Bom Jardim" ou simplesmente "Corredeira".

### Formação territorial-administrativa
Histórico da formação do município:
Foi elevado à distrito de paz com o nome de Guaíra pela Lei Estadual nº 1.144, de 16 de novembro de 1908, e à município pela Lei Estadual nº 2.328, de 27 de dezembro de 1928. A instalação como município ocorreu no dia 18 de maio de 1929, e a instalação como comarca ocorreu no dia 18 de maio de 1955.

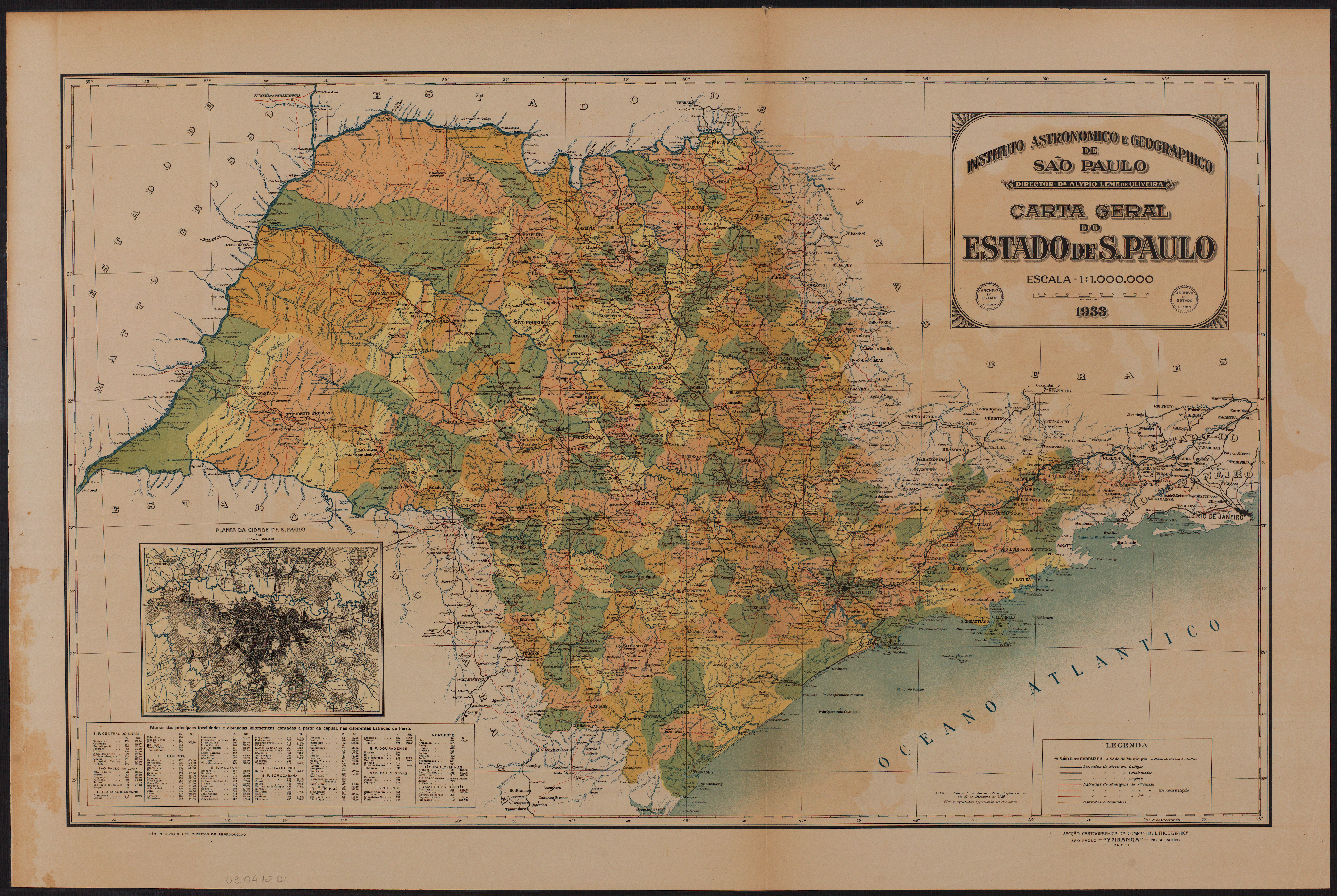
Estado de São Paulo (1933).

## Geografia
Localiza-se ao nordeste do estado a uma latitude 20º19'06" sul e a uma longitude 48º18'38" oeste, estando a uma altitude de 517 metros. Limita-se com o Estado de Minas Gerais e com os municípios de Barretos, Ipuã, Miguelópolis e Morro Agudo. 

### Hidrografia
- Rio Grande
- Rio Sapucaí
- Rio Pardo
- Ribeirão do Jardim

### Relevo
- Topografia: plana

### Clima
- Precipitação pluviométrica: média anual de 1.550 mm
- Os ventos dominantes são os de noroeste
- Temperatura:
  - máxima: 40 graus
  - mínima: 6 graus
  - media: 25 graus.

### Rodovias
- SP-345
- SP-425

Outros dados
- Extensão malha viária – 740 km
- Extensão malha viária – vicinais pavimentadas – 44 km

## Demografia

### População
| Crescimento populacional                             | Crescimento populacional | Crescimento populacional | Crescimento populacional |
| Ano                                                  | População Total          |                          | %±                       |
| ---------------------------------------------------- | ------------------------ | ------------------------ | ------------------------ |
| 1934                                                 | 7 990                    |                          | —                        |
| 1937                                                 | 8 542                    |                          | 6,9%                     |
| 1940                                                 | 9 545                    |                          | 11,7%                    |
| 1946                                                 | 12 025                   |                          | 26,0%                    |
| 1950                                                 | 12 403                   |                          | 3,1%                     |
| 1958                                                 | 16 152                   |                          | 30,2%                    |
| 1960                                                 | 21 561                   |                          | 33,5%                    |
| 1970                                                 | 26 883                   |                          | 24,7%                    |
| 1980                                                 | 25 673                   |                          | −4,5%                    |
| 1991                                                 | 31 071                   |                          | 21,0%                    |
| 2000                                                 | 34 610                   |                          | 11,4%                    |
| 2010                                                 | 37 404                   |                          | 8,1%                     |
| 2022                                                 | 39 273                   |                          | 5,0%                     |
| Est. 2024                                            | 40 424                   | [ 13 ]                   | 2,9%                     |
| Fontes: Censos Demográficos IBGE e Estimativas SEADE |                          |                          |                          |

## Economia
As fontes de emprego e renda são provenientes da agricultura, pecuária, comércio, prestação de serviços e indústria, com destaque principalmente para as três usinas sucroalcooleiras estabelecidas no município.

## Infraestrutura

### Educação
A demanda escolar de Educação Básica é atendida por 3 Escolas Estaduais, 5 Escolas Públicas Municipais, uma Escola Técnica Estadual ETEC e 5 Escolas Particulares. A demanda do ensino profissional é atendida apenas por uma escola. Há Polo da Faculdade Uniderp/Anhanguera, UNIFRAN-CRUZEIRO DO SUL, UNIFACVEST, UNIUBE, UNIFATECIE e UNICESUMAR,  e a partir de 2025 o município terá uma Faculdade presencial com o nome de Faculdade Guaíra com os cursos de Pedagogia, Administração de Empresas e Ciências Contábeis, muitos estudantes universitários viajam todos os dias para as cidades de Barretos, Franca e Bebedouro.

### Saúde
Os atendimentos médico-hospitalar, em Guaíra, são realizados no hospital da Santa Casa e os atendimentos mais emergenciais pelo Pronto Socorro Público Municipal ou Pronto Socorro da UNIMED. Em todas as regiões da cidade existem Postos de Saúde.

### Comunicações
O sistema de telefones automáticos foi inaugurado na cidade pela Companhia de Telecomunicações do Brasil Central (CTBC), que também implantou o sistema de discagem direta à distância (DDD) em 1979 com o código de área (0173). Na década de 90 o código DDD da cidade foi alterado para (017), para padronização do sistema telefônico com a telefonia celular que estava sendo implantada em todo o estado.
A cidade também dispõe de 3 jornais, 2 revistas e 3 emissoras de rádio.

### Segurança
A segurança da cidade é feita pelas Polícias Civil, Militar e Guarda Civil Municipal. As questões Judiciais são decididas pelo Fórum da Comarca de Guaíra.

## Cultura e lazer
Há na cidade 8 clubes recreativos, além do Centro Social Urbano e o Centro de Lazer, esses dois últimos, públicos. A cidade conta também com uma biblioteca pública municipal, um museu e um bosque, com animais da fauna do cerrado e expressivo número de espécimes vegetais.
Principais pontos turísticos: Parque Ecológico Maracá (projetado pelo paisagista Roberto Burle Marx), Praça São Sebastião(Jardim Japonês), Casa de Cultura, Museu Municipal, Capela do escravo Pindoba, Balneário Municipal.

## Religião
O Cristianismo se faz presente na cidade da seguinte forma:
Igreja Católica
| Diocese             | Paróquias[carece de fontes?]           |
| ------------------- | -------------------------------------- |
| Diocese de Barretos | Nossa Senhora Aparecida, São Sebastião |

A Paróquia Nossa Senhora Aparecida foi fundada no ano de 2000, e a Paróquia São Sebastião foi fundada em 1916.

### Igrejas Evangélicas
Entre as igrejas protestantes históricas, pentecostais e neopentecostais, encontram-se na cidade:
- Assembleia de Deus Ministério do Belém.[32][33]
- Congregação Cristã no Brasil.[34]